# De Cock en moord op bestelling
De Cock en moord op bestelling  is het zevenenvijftigste deel van de detectivereeks De Cock van de Nederlandse auteur Appie Baantjer.

## Verhaal
Op een avond zit rechercheur De Cock zijn collega Dick Vledder te dollen over zijn vakantieplannen. Laatstgenoemde wil met zijn vaste vriendin Adelheid in Parijs de plekken bezoeken, waar Georges Simenon zijn commissaris Maigret liet opereren. Hun gesprek wordt onderbroken door Eugène van Kralingen. Hij woont op de Prinsengracht samen met zijn vriend Leonidas ter Abbestede. Namens laatstgenoemde komt hij aangifte doen, want hij ligt sinds gisteravond zwaargewond in het AMC met drie kogels in de borst. Nu pas heeft Eugène genoeg energie om de recherche te bezoeken. Zelf is hij verkoopleider en zijn vriend is ingenieur. Hij heeft grote belangstelling voor het aloude principe van de Stirlingmotor, die hij heeft kunnen verbeteren. De firma’s Ericsson, Philips en Ford passeren de revue. Leonidas wordt financieel gesteund door de milieubeweging, omdat zijn motor nauwelijks nog schadelijke stoffen produceert en geen benzine of olie behoeft. Desgevraagd zegt Eugène dat hijzelf homofiel is en zijn vriend biseksueel. Periodiek verlangt zijn vriend naar een vrouw.
Als Eugène is vertrokken, vindt Dick Vledder het maar een mal verhaal over die revolutionaire Stirlingmotor. Maar De Cock geeft hem uitgebreid college en steunt de Stirlingmotor ontwikkelingen. De Cock gelooft nu zelfs in moord op bestelling, een huurmoordenaar. De belangen in de strijd tussen de milieubeweging en de olie-industrie zijn nu eenmaal zeer groot. De Cock wil nu zelf met spoed naar het AMC, omdat hij een tweede aanslag vreest op Leonidas. Over de aanslag kan Leonidas De Cock niet veel nieuws vertellen, maar hij vertelt hem wel dat zijn dossier over de Stirlingmotor sinds een maand uit zijn huis is verdwenen. Aan de Prinsengracht brengen ze Eugène van hun bevinding op de hoogte. Laatstgenoemde wist niets van de diefstal. Tijdens het verhoor meldt het AMC via de telefoon dat Leonidas is overleden.
De Cock legt Dick Vledder op de terugweg naar de Warmoesstraat uit dat Leonidas in het AMC op de intensive care overleed als gevolg van een heimelijke tweede aanslag. Een pistool met geluiddemper. De Cock besluit nu commissaris Buitendam uit zijn bed te bellen. Het onderzoek is nu voor het politiebureau Warmoesstraat of voor het politiebureau Remmerdenplein, Amsterdam-Zuidoost. Bij de wachtcommandant belt De Cock zijn chef en die zal ervoor zorgen dat bureau Remmerdenplein de zaak verder afhandelt. De Cock en Vledder moeten wel onmiddellijk het hele dossier op schrift zetten en afgeven aan de collega’s. De Cock is blij met het besluit, hoewel hij vanwege de Stirlingmotor dit nu eindelijk eens een geijkte klus voor de BVD vindt. Dick Vledder werkt uren aan zijn computer om de bevindingen op schrift te zetten. Want als het dossier eenmaal bij de collega’s is, is het moeilijker het competentiebesluit weer terug te draaien. Vlak na het afsluiten van het rapport meldt de wachtcommandant een met een sjaal gewurgde vrouw aan de Blauwburgwal. Ze deponeren het uitgetypte moorddossier bij de wachtcommandant voor transport en gaan op pad naar hun nieuwe misdrijf.
Op de plaats delict vinden ze een fraaie jonge gewurgde vrouw. Dactyloscoop Ben Kreuger heeft deze keer al vooraf nuttige informatie. Hij herkent Jacqueline Verpoorten. Een aantal dagen geleden heeft hij haar vingerafdrukken genomen. Ze was wegens beroving gearresteerd door de recherche van het bureau Remmerdenplein. De volgende morgen vertelt Dick Vledder dat Jacqueline samenwerkte met ene Robert van Eijsden. Over en weer gaven ze elkaar de schuld van de berovingen. De officier van justitie geloofde Jacqueline en liet Robert van Eijsden arresteren. Laatstgenoemde wist echter weer te ontsnappen aan de collega’s in Zuid-Oost. Jacqueline blijkt als callgirl te hebben gewerkt. Tijdens het gesprek van de twee rechercheurs meldt Ben Kreuger via de telefoon in de woning van Jacqueline vingerafdrukken van Robert van Eijsden te hebben gevonden. Volgens Dick Vledder staat Robert te boek als dief en geweldpleger. De onderbuurvrouw van Jacqueline Geertruida de Groot meldt zich bij De Cock. Volgens haar sloeg haar pooier Jacqueline. Gisteravond echter heeft ze een man over de trap horen sluipen - want vrouwen lopen immers anders. Even daarna komt Dick Vledder terug van de sectie met een roze sjaal, het moordwapen. Vervolgens komt het bericht door dat Geertruide de Groot bij de fotoherkenning Robert van Eijsden als de pooier heeft aangewezen. Bij de twee rechercheurs meldt zich een collega van Jacqueline, Henriëtte Vermeer. Ze noemt Jacqueline een onnozel wicht uit Drenthe, dat ze wegwijs heeft gemaakt in de Amsterdamse prostitutie. Het escortservicebureau Lovable aan de Singel leek haar geschikt. Ze maakt zelf melding van een moordpoging door ene Karel, toen ze zelf vreemdging met een jonkie. Karel gebruikte een sjaal, die weer om zijn eigen nek zat, toen Jacqueline opeens binnen kwam. Karel ging verder met Jacqueline, totdat Robert kwam. Volgens Henriëtte werd het haar dood. Na haar vertrek komt Dick Vledder met nadere informatie. Het betreft Karel van Montfoort, 37 jaar, 1 veroordeling wegens diefstal en 2 wegens het slaan van vrouwen. De wachtcommandant dient Karel van Montfoort aan, hij wil met De Cock praten.
Karel klaagt over de vrouwen in zijn leven. Ze zeggen niet duidelijk dat ze van hem af willen. Nee, ze stoten af en trekken hem weer aan. Jacqueline komt uit een Drents dorp waar ze verloofd was met de zoon van een rijke boer. Omdat ze nymfomaan is, bedroog ze hem met het halve dorp. Ze moest vluchten naar Amsterdam. Vorige week stond Jacqueline gillend voor zijn deur aan de Korsjespoortsteeg. Haar ex-verloofde uit Drenthe was naar haar op zoek in Amsterdam. De Cock laat Karel gaan en vindt het tijd om Smalle Lowietje in te schakelen. Die is wel bekend met Karel van Montfoort, alias mooie Karel. Lowie kent ook Henriëtte Vermeer, als zijn oude vlam. Maar die heeft de kolder in haar kop. Robert van Eijsden noemt Lowie desgevraagd het echte vieze mannetje. Je kunt alles bij hem bestellen, zelfs een moord op bestelling.
Terug aan de Warmoesstraat zit de nog jonge Marianne van Hoogwoud te wachten. Ook zij werkt bij Lovable en deed wel eens een triootje met Jacqueline. Zij heeft eveneens een relatie met Karel van Montfoort gehad en zij is ook ooit ontsnapt aan zijn wurgpoging met sjaal. Dan meldt uit Drenthe ene Willem van Coevorden zich, de ex-verloofde van Jacqueline. Hij doolt al enige tijd door Amsterdam en belooft haar begrafenis op zich te nemen. Wachtcommandant Jan Kusters heeft een lijk aan de Haarlemmer Houttuinen, op het huisnummer waar volgens Dick Vledder Henriëtte Vermeer woont. Agent van dienst is wederom Jan Peekel en die spreekt van een kopietje van gisteren. De volgende ochtend meldt zich Everdine de Bruijn, die ook werkt bij Lovable. Ze was op verzoek van Henriëtte naar haar toegekomen en is aldaar nog een man met sjaal op de trap tegengekomen. Na de vondst van de dode Henriëtte had zij de politie gebeld. Terug aan de Warmoesstraat komt Geertruida de Groot met een visitekaartje. Dat heeft ze gekregen van een vent die schadevergoeding kwam eisen van Jacqueline. Schadevergoeding en smartengeld. "Rudolf Achterbroek,Tweede Weteringplantsoen 1018". Dick Vledder herinnert zich die naam als die van de officier van justitie die Jacqueline vrij liet.
Rechercheur De Cock besluit een kroket te gaan halen in de kantine en laat Dick Vledder contact opnemen met de officier van justitie met dezelfde naam, die toevalligerwijs het dossier van Jacqueline en Robert behandelt. Dick Vledder meldt een stugge OJ. Rudolf Achterbroek van het Tweede Weteringplantsoen, die van het visitekaartje, is zijn volle neef. De Cock besluit met Vledder tot een reconstructie in de Haarlemmer Houttuinen. Ze worden gestoord door Willem van Coevorden die ook nog eens flauw valt en in het ziekenhuis moet worden opgenomen. Commissaris Buitendam zit inmiddels met een klacht van Mr. Achterbroek in zijn maag. De Cock legt het zo geduldig uit dat chef Buitendam stelt dat neef Achterbroek best gearresteerd had kunnen worden. De Cock weet niet op grond waarvan, zodat Buitendam stelt dat hij dat niet weet maar dat De Cock maar iets moet verzinnen. De Cock legt nu de vinger op de zere plek. Zijn superieuren weten niet veel, waarop hij de kamer wordt uitgestuurd. De Cock vertelt aan Vledder dat dit de 58e keer in zijn leven was. De discussie wordt gestoord door de melding van een nieuw lijk aan de Brouwersgracht. Het is Marianne van Hoogwoud en de meldster is Everdine de Bruijn. Dienstdoende agent is wederom Jan Peekel en hij spreekt weer van een kopietje. Maar volgens de lijkschouwer is deze dame al een uur of 16 eerder vermoord. De Cock zet het gesprek met Everdine de Bruijn voort op het bureau. Laatstgenoemde vertelt dat ze samen met haar man het kleine escortbureau Lovable runt, waar ze zelf ook af en toe nog diensten aan verleent als callgirl. Ze was naar Marianne gegaan om afscheid te nemen. Ze wilde haar studie in Amerika voortzetten, nu ze een prijs van 400.000 gulden had gewonnen in de staatsloterij. De Cock noemt het cynisch toch een niet zo gelukkig lot.
En ja, De Cock krijgt moeie voeten. Karel van Montfoort komt om onduidelijke reden nog eens klagen over de derde moord en wordt hard aangepakt. Hij bevestigt de maandelijkse 7 loten in de staatsloterij van Marianne. Hij ontkent ooit iets met Everdine te hebben gehad, omdat hij nu eenmaal van getrouwde vrouwen afblijft. De rechercheurs moeten Robert van Eijsden hebben, die alweer door de binnenstad zwerft. Vlak na zijn vertrek meldt bureau Remmerdenplein dat ze Robert van Eijsden weer hebben gearresteerd. De volgende ochtend mist De Cock Vledder op hun kantoor. Er ligt een geschreven briefje waarin staat wat Dick aan het doen is en dat hij op moet passen voor een boze Buitendam. De Cock heeft nog maar net het briefje als propje in de prullenbak geworpen, als zijn chef binnenstormt. De Cock moet meekomen en krijgt te horen dat drie moorden in drie dagen volgens Mr. Medhuizen wel genoeg zijn. De Cock stelt dat hij nu eenmaal de beste rechercheur van Amsterdam, Azië en omstreken is volgens zijn chef, zodat de zaak spoedig zal zijn opgelost. Hij wil graag wat meer venijn van zijn chef richting het Openbaar Ministerie en hij wordt zelf voor de 59e keer de kamer uitgestuurd. Dick Vledder meldt dat de collega’s goed werk hebben verricht. Ze hebben in de schuilplaats van Robert een arsenaal vuurwapens ontdekt. Ze gaan ze vergelijken met recente liquidaties, ook die van Leonidas ter Abbestede. Ze mogen op elk moment Robert van Eijsden verhoren. Verder heeft Vledder uitgezocht dat op de loten van Marianne nooit een grote prijs is gevallen.
De Cock heeft een goed gesprek met Robert. Die zegt dat hij een beginnersfout heeft gemaakt door het moordwapen na een liquidatie niet te laten verdwijnen. Hij is nu eenmaal gek op wapens. Hij hoopt dat De Cock de moordenaar van Jacqueline vindt. In zijn in beslag genomen notitieboekje staan alle adressen die Jacqueline en hij al of niet beroofd hebben. Van de wachtcommandant Remmerdenplein mag het boekje het gebouw niet uit. De Cock leest het gespannen en holt opeens naar het kopieerapparaat, na het boekje gekust te hebben. Tegen de wachtcommandant noemt hij het een geschenk uit de hemel. Everdine de Bruijn neemt uitgebreid geïnstrueerd plaats achter haar bureau aan de Singel, met haar rug pal tegen de muur, want de moordenaar kwam steeds van achteren!. Buiten patrouilleren de rechercheurs Fred Prins en Appie Keizer. De moordenaar stormt binnen en ziet dat hij Everdine niet gemakkelijk kan wurgen en holt naar buiten, de Singel op. Fred Prins brengt hem omlaag met een flying tackle. Dick Vledder constateert tot zijn ontzetting dat het Eugène van Kralingen is.
Thuis legt De Cock het uit voor zijn drie collega’s. Het gaat om het verband tussen de moord op drie callgirls en de liquidatie van technisch ingenieur Leonidas ter Abbestede. De Cock zag geen enkel verband, totdat Dick Vledder erachter kwam dat callgirl Marianne helemaal geen 400.000 gulden had gewonnen. Ze had wel datzelfde geldbedrag ontvangen, maar dat kwam van een Zwitserse bank. De Cock had het geluk dat hij het notitieboekje van Robert mocht inzien. Jacqueline had Leonidas thuis bezocht, omdat hij af en toe een vrouw nodig had. Uit de administratie van Lovable bleek dat ook Henriëtte, Marianne en zelfs eigenaresse Everdine Leonidas als callgirl hadden bezocht. Eugène van Kralingen leed onder het biseksuele gedrag van zijn vriend en besloot er controle over te houden. Hij haalde persoonlijk de vrouwen op en bracht ze weer thuis. Dat leventje had lang goed kunnen blijven gaan. Maar toen verdwenen de papieren uit hun huis aan de Prinsengracht zonder dat er enige inbraak was gepleegd. Eugène verdacht alle vier de callgirls. Toen zijn vriend werd geliquideerd nam hij wraak. De Cock kreeg hem uiteindelijk te pakken door Everdine de Bruijn een brief te laten schrijven. Zij wilde 400.000 gulden voor haar zwijgen en de drie dode personeelsleden. Als iedereen weg is wil mevrouw De Cock nog weten waarom er steeds een roze sjaal werd gebruikt door Eugène van Kralingen? De Cock denkt dat het een soort verklaring was. Want als Leonidas homoseksueel was geweest, dan had hij nog geleefd. Dan had hij voldoende tijd gehad om de stirlingmotor te vervolmaken. Helaas is de wereld daarvoor nog lang niet rijp.